# أوليكسي أنتونوف
أوليكسي أنتونوف (بالأوكرانية: Антонов Олексій Геннадійович) هو لاعب كرة قدم أوكراني في مركز الهجوم، ولد في 8 مايو 1986 في بافلوجراد في أوكرانيا. شارك مع منتخب أوكرانيا تحت 17 سنة لكرة القدم ومنتخب أوكرانيا تحت 18 سنة لكرة القدم ومنتخب أوكرانيا تحت 21 سنة لكرة القدم ومنتخب أوكرانيا لكرة القدم. أما مع النوادي، فقد لعب مع تشورنومورتس أوديسا وزوريا لوهانسك ونادي آكتوبه ونادي إيليتشيفيتس ماريوبول ونادي دنيبرو دنيبروبتروفسك ونادي قبله ونادي كوبان كراسنودار ونادي ميتاليست خاركيف.

## وصلات خارجية
- أوليكسي أنتونوف على موقع اتحاد أوكرانيا (الإنجليزية)
- أوليكسي أنتونوف على موقع قاعدة بيانات كرة القدم.إي يو (الإنجليزية)
- أوليكسي أنتونوف على موقع ناشيونال فوتبول تيمز (الإنجليزية)
- أوليكسي أنتونوف على موقع Soccerway.com (الإنجليزية)
- أوليكسي أنتونوف على موقع عالم كرة القدم.نت (الإنجليزية)
- أوليكسي أنتونوف على موقع AS.com (الإسبانية)